# Wiggans Hills
Le Wiggans Hills sono un gruppo di colline rocciose alte circa 700 m e lunghe circa 3,7 km, situate sul fianco occidentale del Ghiacciaio Gordon, e che rappresentano la caratteristica fisiografica più settentrionale dei La Grange Nunataks della Catena di Shackleton, nella Terra di Coats in Antartide. 
Nel 1967 fu effettuata una ricognizione aerofotografica da parte degli aerei della U.S. Navy. Un'ispezione al suolo fu condotta dalla British Antarctic Survey (BAS) nel periodo 1968-71.
L'attuale denominazione fu assegnata nel 1971 dal Comitato britannico per i toponimi antartici (UK-APC), in onore di Thomas Wiggans, assistente generale della BAS presso la stazione Halley nel periodo 1968-70.